# Бежунь
Бе́жунь (пол. Bieżuń) — місто в центральній Польщі, на річці Вкра.
Належить до Журомінського повіту Мазовецького воєводства.
У 1920-х роках в місті вчителював випускник Львівської учительської семінарії, вояк УГА, пластун Іван Ґерчук.

## Демографія
Демографічна структура станом на 31 березня 2011 року:
|          | Загалом | Допрацездатний вік | Працездатний вік | Постпрацездатний вік |
| -------- | ------- | ------------------ | ---------------- | -------------------- |
| Чоловіки | 929     | 179                | 650              | 100                  |
| Жінки    | 1012    | 186                | 602              | 224                  |
| Разом    | 1941    | 365                | 1252             | 324                  |